# Liste der Botschafter der Vereinigten Staaten in Peru
Die Liste der Botschafter der Vereinigten Staaten in Peru bietet einen Überblick über die Leiter der US-amerikanischen diplomatischen Vertretung in Peru seit der Aufnahme diplomatischer Beziehungen bis heute.
Die Leiter der diplomatischen Vertretung in Lima trugen folgende Titel:
- Ab 22. August 1853: Envoy Extraordinary and Minister Plenipotentiary
- Ab 24. April 1920: Ambassador Extraordinary and Plenipotentiary

| Ernennung Akkreditierung | Name                     | Bemerkungen                                                   | ernannt von                    | akkreditiert bei der Regierung    | Posten verlassen  |
| ------------------------ | ------------------------ | ------------------------------------------------------------- | ------------------------------ | --------------------------------- | ----------------- |
| 1826                     | John B. Prevost          | (* New York)                                                  | John Quincy Adams              | Andrés de Santa Cruz              | 1827              |
| 1827                     | James Cooley             | (1791 in Ohio; † 24. Februar 1828 in Lima) im Amt verstorben. | John Quincy Adams              | Andrés de Santa Cruz              | 1828              |
| 1829                     | Emanuel J. West          | [ 2 ]                                                         | John Quincy Adams              | Andrés de Santa Cruz              |                   |
| 1829                     | Samuel Larned            |                                                               | John Quincy Adams              | Antonio Gutiérrez de la Fuente    | 1837              |
| 1837                     | James B. Thornton        |                                                               | Andrew Jackson                 | Felipe Santiago de Salaverry      | 1837              |
| 1840                     | J. C. Pickett            |                                                               | Martin Van Buren               | Agustín Gamarra                   | 1845              |
| 1845                     | John A. Bryan            |                                                               | John Tyler                     | Ramón Castilla                    | 1845              |
| 1845                     | Albert G. Jewett         | Auf Wunsch der Regierung von Peru abberufen                   | James K. Polk                  | Ramón Castilla                    | 1847              |
| 1847                     | John Randolph Clay       |                                                               | James K. Polk, Franklin Pierce | Ramón Castilla                    | 1853              |
| 1862                     | Christopher Robinson     | Am 26. November 1865 normale Beziehungen unterbrochen         | Abraham Lincoln                | Miguel de San Román               | 1865              |
| 1866                     | Alvin Peterson Hovey     |                                                               | Andrew Johnson                 | Mariano Ignacio Prado             | 1870              |
| 1871                     | Thomas Settle            |                                                               | Ulysses S. Grant               | Luis La Puerta                    | 1871              |
| 1872                     | Francis Thomas           |                                                               | Ulysses S. Grant               | Tomás Gutiérrez                   | 1875              |
| 1875                     | Richard Gibbs            |                                                               | Ulysses S. Grant               | Tomás Gutiérrez                   | 1879              |
| 1879                     | Isaac P. Christiancy     |                                                               | Rutherford B. Hayes            | Nicolás de Piérola                | 1881              |
| 1881                     | Stephen A. Hurlbut       | Am 28. September 1881 normale Beziehungen unterbrochen        | James A. Garfield              | Francisco García-Calderón y Landa | 1882              |
| 1884                     | Seth Ledyard Phelps      |                                                               | Chester A. Arthur              | Andrés Avelino Cáceres            | 1885              |
| 1881                     | Charles W. Buck          |                                                               | Grover Cleveland               | Francisco García-Calderón y Landa | 1889              |
| 1889                     | John Hicks               |                                                               | Benjamin Harrison              | Andrés Avelino Cáceres            | 1893              |
| 1893                     | James A. McKenzie        |                                                               | Grover Cleveland               | Remigio Morales Bermúdez          | 1897              |
| 1897                     | Irving B. Dudley         |                                                               | William McKinley               | Manuel Candamo                    | 1907              |
| 1907                     | Leslie Combs             |                                                               | Theodore Roosevelt             | Serapio Calderón                  | 1911              |
| 1911                     | H. Clay Howard           |                                                               | William Howard Taft            | Augusto B. Leguía y Salcedo       | 1913              |
| 1913                     | Benton McMillin          |                                                               | Woodrow Wilson                 | Guillermo Billinghurst            | 1919              |
| 1920                     | William Elliott Gonzales |                                                               | Woodrow Wilson                 | Augusto B. Leguía y Salcedo       | 1921              |
| 1923                     | Miles Poindexter         |                                                               | Calvin Coolidge                | Augusto B. Leguía y Salcedo       | 1928              |
| 1928                     | Alexander Pollock Moore  |                                                               | Calvin Coolidge                | Augusto B. Leguía y Salcedo       | 1929              |
| 1930                     | Fred Morris Dearing      |                                                               | Herbert Hoover                 | Manuel María Ponce Brousset       | 1937              |
| 1937                     | Laurence Steinhardt      |                                                               | Franklin D. Roosevelt          | Oscar R. Benavides                | 1939              |
| 1940                     | Raymond Henry Norweb     |                                                               | Franklin D. Roosevelt          | Manuel Prado y Ugarteche          | 1943              |
| 1944                     | John Campbell White      |                                                               | Franklin D. Roosevelt          | Manuel Prado y Ugarteche          | 1945              |
| 1945                     | William D. Pawley        |                                                               | Harry S. Truman                | José Luis Bustamante y Rivero     | 1946              |
| 1946                     | Prentice Cooper          |                                                               | Harry S. Truman                | José Luis Bustamante y Rivero     | 1948              |
| 1948                     | Harold H. Tittmann       |                                                               | Harry S. Truman                | Manuel Apolinario Odría Amoretti  | 1955              |
| 1955                     | Ellis O. Briggs          |                                                               | Dwight D. Eisenhower           | Zenón Noriega Agüero              | 1956              |
| 1956                     | Theodore Achilles        |                                                               | Dwight D. Eisenhower           | Manuel Prado y Ugarteche          | 1960              |
| 1960                     | Selden Chapin            |                                                               | Dwight D. Eisenhower           | Manuel Prado y Ugarteche          | 1960              |
| 1961                     | James Loeb               | Am 18. Juli 1962 normale Beziehungen unterbrochen             | John F. Kennedy                | Manuel Prado y Ugarteche          | 1962              |
| 1963                     | J. Wesley Jones          |                                                               | John F. Kennedy                | Nicolás Lindley López             | 1969              |
| 1969                     | Taylor G. Belcher        |                                                               | Richard Nixon                  | Juan Velasco Alvarado             | 1974              |
| 1974                     | Robert W. Dean           |                                                               | Richard Nixon                  | Juan Velasco Alvarado             | 1977              |
| 1977                     | Harry W. Shlaudeman      |                                                               | Jimmy Carter                   | Francisco Morales Bermúdez        | 1980              |
| 1980                     | Edwin G. Corr            |                                                               | Jimmy Carter                   | Fernando Belaúnde Terry           | 1981              |
| 1981                     | Frank Vincent Ortiz      |                                                               | Ronald Reagan                  | Fernando Belaúnde Terry           | 1983              |
| 1984                     | David C. Jordan          |                                                               | Ronald Reagan                  | Fernando Belaúnde Terry           | 1986              |
| 1986                     | Alexander Watson         |                                                               | Ronald Reagan                  | Alan García                       | 1989              |
| 1989                     | Anthony C. E. Quainton   |                                                               | George Bush                    | Alan García                       | 1992              |
| 1992                     | Charles H. Brayshaw      |                                                               | George Bush                    | Alan García                       | 1993              |
| 15. Dezember 1993        | Alvin P. Adams           |                                                               | Bill Clinton                   | Alberto Fujimori                  | 1996              |
| 16. Oktober 1996         | Dennis Jett              |                                                               | Bill Clinton                   | Alberto Fujimori                  | 1999              |
| 6. September 1999        | John R. Hamilton         |                                                               | Bill Clinton                   | Alberto Fujimori                  | 2002              |
| 2. Dezember 2002         | John R. Dawson           | (* 1950 in Kansas City; † 1. August 2003 in New York)         | George W. Bush                 | Alejandro Toledo                  | 2003              |
| 4. Februar 2004          | J. Curtis Struble        |                                                               | George W. Bush                 | Alejandro Toledo                  | 2007              |
| 8. Juli 2007             | P. Michael McKinley      | [ 3 ]                                                         | George W. Bush                 | Alán García Pérez                 | 14. Juli 2010     |
| 15. September 2010       | Rose M. Likins           |                                                               | Barack Obama                   | Alán García Pérez                 | 24. Juni 2014     |
| 3. Juli 2014             | Brian A. Nichols         |                                                               | Barack Obama                   | Ollanta Humala Tasso              | 13. Oktober 2017  |
| 25. Oktober 2017         | Krishna Urs              |                                                               | Donald Trump                   | Pedro Pablo Kuczynski             | 29. Juli 2020     |
| 29. Juli 2020            | Denison Offutt           | Geschäftsträger a. i.                                         | Donald Trump                   | Martín Vizcarra                   | 10. März 2021     |
| 22. März 2021            | Lisa D. Kenna            |                                                               | Joe Biden                      | Francisco Sagasti                 | 8. September 2023 |
| 8. September 2023        | John T. McNamara         | Geschäftsträger a. i.                                         | Joe Biden                      | Dina Boluarte                     |                   |